# 未完成交響楽
『未完成交響楽』（みかんせいこうきょうがく、Leise flehen meine Lieder）は、1933年のオーストリア映画。

## 概要
フランツ・シューベルト100年祭を記念して製作された映画で、交響曲『未完成』をテーマにしている。ウィリー・フォルスト（Willi Forst）監督。原題は『シューベルトのセレナーデ』の最初の歌詞から採られたもので、「秘めやかに流れる我が調べ」などと訳される。
フィクションであるが、「未完成交響曲」を有名にした映画である。
1959年の同じ邦題のオーストリア映画もシューベルトと彼の失恋を題材にし「未完成交響曲」も出てくるが、原題は別で（Das Dreimäderlhaus）ストーリー展開も異なっている。

## キャスト
※括弧内は日本語吹替（初回放送1965年3月25、26日 フジテレビ『テレビ名画座』）
- シューベルト：ハンス・ヤーライ（露口茂）
- エミー：ルイーゼ・ウルリッヒ
- カロリーネ：マルタ・エゲルト（沢阿由美）
- 質屋：ハンス・モーザー
- グラフ・エステルハージ：オットー・トレスラー（八奈見乗児）
- フュルスティン・キンスキー：アンナ・カリーナ（中原郁江）

## あらすじ
貧しい作曲家・シューベルトは上流階級のサロンでピアノ演奏を行ったのをきっかけに貴族の娘の家庭教師になる。やがて2人は恋に落ちるが、親の妨害により娘は軍人と結婚することになる。結婚式でシューベルトはピアノ曲を演奏し、未完成の曲の譜面に「わが恋の成らざるが如く、この曲もまた未完成なり Wie meine Liebe nie zu Ende gehen wird, so soll auch diese Musik nie zu Ende gehen. 」と記す。